# Andrea Fortunato
Andrea Fortunato (Salerno, 26 luglio 1971 – Perugia, 25 aprile 1995) è stato un calciatore italiano, di ruolo difensore.
Considerato tra i più promettenti terzini italiani dei primi anni 1990, nel corso della sua breve carriera ebbe tempo di vestire le maglie di Como, Pisa, Genoa e Juventus oltreché della nazionale, prima di morire a 23 anni per le conseguenze di una leucemia.

## Biografia
Nato in una benestante famiglia della borghesia salernitana, poté intraprendere la carriera agonistica solo dopo la promessa fatta ai genitori di proseguire gli studi, «perché nel calcio non si sa mai», diplomandosi in ragioneria nell'eventualità di una mancata affermazione come giocatore.

## Caratteristiche tecniche
(Gabriele Romagnoli, 1995)

Fortunato in azione palla al piede, con il Genoa, nel corso dell'annata 1992-1993.

Inizialmente utilizzato in gioventù come centrocampista sulla zona sinistra del campo, durante i trascorsi nel vivavio del Como venne arretrato stabilmente in difesa, sempre sulla medesima fascia. Si espresse al meglio come terzino fluidificante, in quello che divenne il suo ruolo naturale – «sul campo era come se avesse una prateria, che percorreva con volate lunghe», ricordò Giovanni Trapattoni –; ciò nonostante poteva all'occorrenza essere impiegato con profitto anche in altre posizioni della retroguardia quali centrale di difesa o libero, fino ad essere avanzato come mediano a centrocampo.
Dal carattere introverso e solo all'apparenza problematico, ma dotato di grande personalità e temperamento sul manto erboso, Claudio Maselli, suo tecnico a Genova, lo definì un «universale» vista l'innata duttilità, mentre per il Trap, che lo volle e lo allenò a Torino, «aveva una carriera promettentissima di fronte [...] Nel ruolo era davvero fra i migliori, non soltanto in Italia ma anche in Europa [...] Aveva tutti i numeri per sfondare».

## Carriera

### Club

#### Como, Genoa e Pisa

Fortunato al Pisa nella stagione 1991-1992

Mosse i primi passi nel mondo del calcio nella natìa Salerno, come centravanti della Giovane Salerno, società dilettantistica in cui era stato introdotto dal suo scopritore, Alberto Massa. Qui, Andrea e il compagno di squadra Salvatore Russo attirarono le attenzioni del  talent scout del Como, Mino Favini; tuttavia gli osservatori lariani poi giunti in Campania relazionarono più positivamente Russo, e solo l'insistenza di Massa fece sì che anche Fortunato potesse sostenere un provino in Lombardia. Stavolta fu Andrea a destare le migliori impressioni. All'età di quattordici anni, desideroso di coltivare il sogno di diventare calciatore, si trasferì quindi nella società biancoblù, fortemente voluto dall'allora direttore sportivo Alessandro Vitali.
Dopo un paio di annate nelle giovanili lariane, con le squadre Allievi e Primavera e sempre agli ordini dell'allenatore Angelo Massola, segnando pochi gol e rimanendo gracile di fisico, il Como aveva comunicato alla famiglia Fortunato la decisione di svincolarlo; ma dopo un suo gol da subentrato contro i pari età dell'Inter in un torneo di fine stagione ad Ascoli Piceno, il direttore tecnico Giorgio Rustignoli cambiò idea e, in accordo con Massola, maturò la decisione di arretrare il raggio d'azione di Andrea in campo: inizialmente sulla zona sinistra del centrocampo e, dopo l'infortunio del terzino titolare, stabilmente in difesa sempre sulla medesima fascia.
Rimase nel vivaio lariano fino al 1989, quando affrontò il passaggio nella prima squadra, all'epoca militante in Serie B. Esordì da professionista il 29 ottobre, nel successo casalingo 1-0 sul Cosenza, scendendo poi in campo altre 15 volte in una negativa stagione che ebbe come epilogo la retrocessione dei lombardi in C1. Con l'annata 1990-1991, il nuovo tecnico comasco Eugenio Bersellini decise di dare una maglia da titolare a quel diciannovenne terzino per cui provò subito molta stima e considerazione; Fortunato giocò 27 partite nell'arco di una stagione che vide la squadra lariana sfiorare l'immediato ritorno in serie cadetta, chiudendo il campionato al secondo posto della classifica in coabitazione con il Venezia, e mancando il salto di categoria solo dopo essere usciti sconfitti dallo spareggio di Cesena coi lagunari.

Fortunato in rossoblù nell'annata 1992-1993

Le prestazioni offerte a Como attirarono le attenzioni del Genoa di Aldo Spinelli, che nell'estate 1991 lo prelevò per 4 miliardi di lire, portandolo in massima categoria. Il primo impatto del calciatore all'ombra della Lanterna, relegato a rincalzo del più esperto Branco e con soltanto sporadiche apparizioni nelle coppe, fu tuttavia effimero poiché in novembre, dopo una violenta lite con l'allenatore in seconda Sergio Maddè, il tecnico rossoblù Osvaldo Bagnoli decise di spedire il giocatore in prestito al Pisa.
Spese quindi il resto della stagione coi toscani del presidentissimo Romeo Anconetani, con cui ritrovò serenità e continuità di rendimento, collezionando 25 presenze in un torneo cadetto concluso dai nerazzurri all'ottava piazza.
Nell'annata 1992-1993 tornò quindi in pianta stabile in Liguria. Col tandem Bagnoli-Maddè migrato all'Inter, Fortunato venne ben accolto dal nuovo allenatore Bruno Giorgi il quale gli affidò il ruolo di titolare della fascia sinistra. Con la squadra rossoblù esordì in Serie A e, pur in una stagione tribolata che vide ben tre avvicendamenti sulla panchina genoana, il promettente difensore fu protagonista di un eccellente campionato; si mise in luce assieme a un'altra promessa del calcio italiano del tempo quale Christian Panucci, con cui legò anche fuori dal campo, andando a comporre una delle migliori coppie di terzini della massima serie d'inizio decennio. Nell'unica stagione completa trascorsa a Genova mise a referto 33 presenze e 3 reti, fra cui spiccò per importanza quella siglata al Milan il 6 giugno 1993 che, nei minuti conclusivi dell'ultima giornata, valse il definitivo 2-2 e l'annessa salvezza per il grifone.

#### Juventus
Nell'estate 1993, richiesto dal tecnico Giovanni Trapattoni, il calciatore passò alla Juventus per 10 miliardi di lire, nell'ambito di un corposo ricambio generazionale che vide arrivare sotto la Mole, tra gli altri, anche Sergio Porrini e un diciottenne Alessandro Del Piero. Giunto alla Vecchia Signora con la pesante etichetta di "erede" di Antonio Cabrini – lui stesso sottolineò come proprio il Bell'Antonio fosse «fra quelli cui mi piacerebbe somigliare» –, impiegò poco tempo per superare gli iniziali problemi dovuti all'impatto con una cosiddetta big.

Fortunato alla Juventus nel 1993, in azione sulla fascia.

Sotto la guida del Trap divenne immediatamente titolare fisso nella squadra per cui tifava fin da bambino, prendendo parte a 27 partite del campionato 1993-1994 e trovando anche, il 12 dicembre, quella che rimarrà l'unica sua marcatura in maglia bianconera, segnando il gol della bandiera juventino alla Lazio nella trasferta capitolina persa 1-3.
L'annata risultò fin lì molto positiva, almeno sul piano personale, per il terzino, il quale tuttavia in primavera incappò in un improvviso e pesante rallentamento fisico: i giornali scrissero di come apparisse «stanco, irriconoscibile in campo, lui che è sempre stato un concentrato esplosivo di energia; fatica a recuperare, è tormentato da una febbriciattola allarmante». La cosa risultò per molto tempo inspiegabile, causandogli anche frizioni con gli ultras dell'undici piemontese i quali, dopo la sopravvenuta eliminazione dalla Coppa UEFA, presero di mira soprattutto lui, accusato «di dolce vita [...] di non correre molto, di non mettercela tutta [...] di essere un lavativo. Soprattutto, di essere un malato immaginario».

Fortunato (a destra) in una pausa d'allenamento con l'altro juventino Antonio Conte

La situazione precipitò il 20 maggio 1994, al termine di un campionato chiuso dalla Juventus al secondo posto, quando, nel corso di un'amichevole col Tortona, Fortunato fu costretto ad abbandonare il campo all'intervallo con le parole: «mi sento sfinito». Fu a questo punto che Riccardo Agricola, medico sociale del club, decise di sottoporre il giocatore a una serie di analisi più approfondite presso l'ospedale Molinette di Torino.

##### La malattia
(Gianluca Vialli, 1995)
L'esito dei controlli fu il peggiore possibile: a Fortunato fu diagnosticata una forma di leucemia linfoide acuta. Lo spogliatoio e la tifoseria si strinsero attorno al giovane terzino, e proprio dai gruppi organizzati bianconeri giunsero le scuse per quanto riservatogli nel periodo in cui le condizioni atletiche del ragazzo erano inspiegabilmente crollate.
Non potendo ricevere un trapianto totale di midollo osseo per mancanza di donatori compatibili, nelle settimane seguenti venne trasferito al centro specializzato del policlinico Silvestrini di Perugia dove si tentò un'altra strada, all'epoca ancora in fase sperimentale: oltre a trattamenti di chemioterapia, venne sottoposto a un parziale trapianto di cellule sane opportunamente "lavorate", provenienti dapprima dalla sorella e poi dal padre; è in questo periodo che si rafforzarono i legami con i suoi compagni di squadra Fabrizio Ravanelli, il quale mise a disposizione la sua casa perugina e la vicinanza della sua famiglia, affinché Fortunato potesse seguire più agevolmente le cure, e Gianluca Vialli, in contatto quasi giornaliero con l'amico.

Fortunato con indosso la maglia numero tre della Juventus, la stessa già vestita da Antonio Cabrini: predestinato a ripercorrere le gesta e i trionfi del Bell'Antonio, la prematura morte non gli permise di raccoglierne l'eredità.

Se le cellule della sorella vennero rigettate, quelle del padre attecchirono aumentando la fiducia riguardo a una totale guarigione, anche grazie ai trattamenti seguenti che ne migliorarono il fisico. Già nell'ottobre 1994 Fortunato riuscì a iniziare la riabilitazione: controllato in regime di day hospital, ricominciò anche con gli allenamenti grazie all'ospitalità della locale squadra del Perugia e, tra l'ottimismo generale, nel febbraio 1995 si recò dapprima nella natìa Salerno a festeggiare la laurea della sorella, e poi a Genova per seguire la trasferta juventina contro la Sampdoria. Ma quando tutto sembrava volgere al meglio, un improvviso abbassamento delle difese immunitarie, causato da una polmonite, lo uccise nel tardo pomeriggio del 25 aprile: «a 23 anni era già il terzino sinistro titolare della Juventus e aveva debuttato in nazionale. Uno di quelli che guardi alla tivù o sui giornali e pensi: "Ha tutto". E anche: "Non gli si può togliere niente". Invece gli si può togliere tutto: prima il gioco, poi la vita».
Al funerale, svoltosi il giorno seguente nella cattedrale di Salerno, presenziarono più di cinquemila persone comprese le società di Juventus e Salernitana, oltre a varie personalità del calcio italiano; i calciatori granata portarono la bara di Andrea mentre, durante la funzione, prima Porrini, erede della sua casacca numero tre, e poi il capitano juventino Vialli tennero un commosso discorso di addio, più volte rotto dalle lacrime, allo sfortunato compagno. In concomitanza col rito funebre, la nazionale italiana si trovò a giocare a Vilnius contro la Lituania, con il lutto al braccio, in una sfida risoltasi con una vittoria a lui dedicata da Gianfranco Zola, autore del gol partita. Inserito comunque nella rosa bianconera della stagione 1994-1995, si fregiò postumo di uno scudetto che venne a lui dedicato; Fortunato venne anche ricordato dall'allenatore del Parma, Nevio Scala, dopo la vittoria della Coppa UEFA 1994-1995, conseguita in finale proprio contro il club torinese.
È stato sepolto nella tomba di famiglia nel cimitero monumentale di Salerno.

### Nazionale
Fortunato ebbe modo di raccogliere tre convocazioni in nazionale maggiore da parte del commissario tecnico azzurro Arrigo Sacchi, esordendo il 22 settembre 1993 contro l'Estonia, a Tallinn, in una gara valida per le qualificazioni UEFA al campionato del mondo 1994. Rimase questa l'unica presenza in maglia azzurra del giocatore, a causa dei sopravvenuti problemi di salute che gli preclusero anche la chiamata alla fase finale del mondiale statunitense.

## Riconoscimenti postumi
Alla sua memoria è stato istituito nel 2009 un riconoscimento eponimo, il premio nazionale Andrea Fortunato. Al calciatore è stato inoltre dedicato nel 2012 uno speciale annullo filatelico con bollo unico delle Poste italiane, e nel 2014 la biblioteca e museo sul gioco del calcio di Villa Matarazzo, nel comune di Castellabate. Dallo stesso anno è presente nella natìa Salerno lo Juventus Club "Andrea Fortunato".

## Statistiche

### Presenze e reti nei club
| Stagione        | Squadra         | Campionato      | Campionato | Campionato | Coppe nazionali | Coppe nazionali | Coppe nazionali | Coppe continentali | Coppe continentali | Coppe continentali | Altre coppe | Altre coppe | Altre coppe | Totale | Totale |
| Stagione        | Squadra         | Comp            | Pres       | Reti       | Comp            | Pres            | Reti            | Comp               | Pres               | Reti               | Comp        | Pres        | Reti        | Pres   | Reti   |
| --------------- | --------------- | --------------- | ---------- | ---------- | --------------- | --------------- | --------------- | ------------------ | ------------------ | ------------------ | ----------- | ----------- | ----------- | ------ | ------ |
| 1989-1990       | Como            | B               | 16         | 0          | CI              | 0               | 0               | -                  | -                  | -                  | -           | -           | -           | 16     | 0      |
| 1990-1991       | Como            | C1              | 27         | 0          | CI+CI-C         | 2+5             | 0+1             | -                  | -                  | -                  | -           | -           | -           | 34     | 1      |
| Totale Como     | Totale Como     | Totale Como     | 43         | 0          |                 | 7               | 1               |                    | -                  | -                  |             | -           | -           | 50     | 1      |
| ago.-nov. 1991  | Genoa           | A               | 0          | 0          | CI              | 2               | 0               | CU                 | 1                  | 0                  | -           | -           | -           | 3      | 0      |
| nov. 1991-1992  | Pisa            | B               | 25         | 0          | CI              | 1               | 0               | -                  | -                  | -                  | -           | -           | -           | 26     | 0      |
| 1992-1993       | Genoa           | A               | 33         | 3          | CI              | 4               | 0               | -                  | -                  | -                  | -           | -           | -           | 37     | 3      |
| Totale Genoa    | Totale Genoa    | Totale Genoa    | 33         | 3          |                 | 6               | 0               |                    | 1                  | 0                  |             | -           | -           | 40     | 3      |
| 1993-1994       | Juventus        | A               | 27         | 1          | CI              | 1               | 0               | CU                 | 7                  | 0                  | -           | -           | -           | 35     | 1      |
| 1994-1995       | Juventus        | A               | 0          | 0          | CI              | 0               | 0               | CU                 | 0                  | 0                  | -           | -           | -           | 0      | 0      |
| Totale Juventus | Totale Juventus | Totale Juventus | 27         | 1          |                 | 1               | 0               |                    | 7                  | 0                  |             | -           | -           | 35     | 1      |
| Totale carriera | Totale carriera | Totale carriera | 128        | 4          |                 | 15              | 1               |                    | 8                  | 0                  |             | -           | -           | 151    | 5      |

### Cronologia presenze e reti in nazionale
| Cronologia completa delle presenze e delle reti in nazionale ― Italia | Cronologia completa delle presenze e delle reti in nazionale ― Italia | Cronologia completa delle presenze e delle reti in nazionale ― Italia | Cronologia completa delle presenze e delle reti in nazionale ― Italia | Cronologia completa delle presenze e delle reti in nazionale ― Italia | Cronologia completa delle presenze e delle reti in nazionale ― Italia | Cronologia completa delle presenze e delle reti in nazionale ― Italia | Cronologia completa delle presenze e delle reti in nazionale ― Italia |
| Data                                                                  | Città                                                                 | In casa                                                               | Risultato                                                             | Ospiti                                                                | Competizione                                                          | Reti                                                                  | Note                                                                  |
| --------------------------------------------------------------------- | --------------------------------------------------------------------- | --------------------------------------------------------------------- | --------------------------------------------------------------------- | --------------------------------------------------------------------- | --------------------------------------------------------------------- | --------------------------------------------------------------------- | --------------------------------------------------------------------- |
| 22-9-1993                                                             | Tallinn                                                               | Estonia                                                               | 0 – 3                                                                 | Italia                                                                | Qual. Mondiali 1994                                                   | -                                                                     |                                                                       |
| Totale                                                                |                                                                       | Presenze                                                              | 1                                                                     |                                                                       | Reti                                                                  | 0                                                                     |                                                                       |

## Palmarès

### Club
- Campionato italiano: 1

Juventus: 1994-1995
- Coppa Italia: 1

Juventus: 1994-1995